# Newcomb Township (comté de Champaign, Illinois)
Newcomb Township est un township du comté de Champaign dans l'Illinois, aux États-Unis,. 

## Source de la traduction
- (en) Cet article est partiellement ou en totalité issu de l’article de Wikipédia en anglais intitulé « Newcomb Township, Champaign County, Illinois » (voir la liste des auteurs).